# Enciclopedia Libre

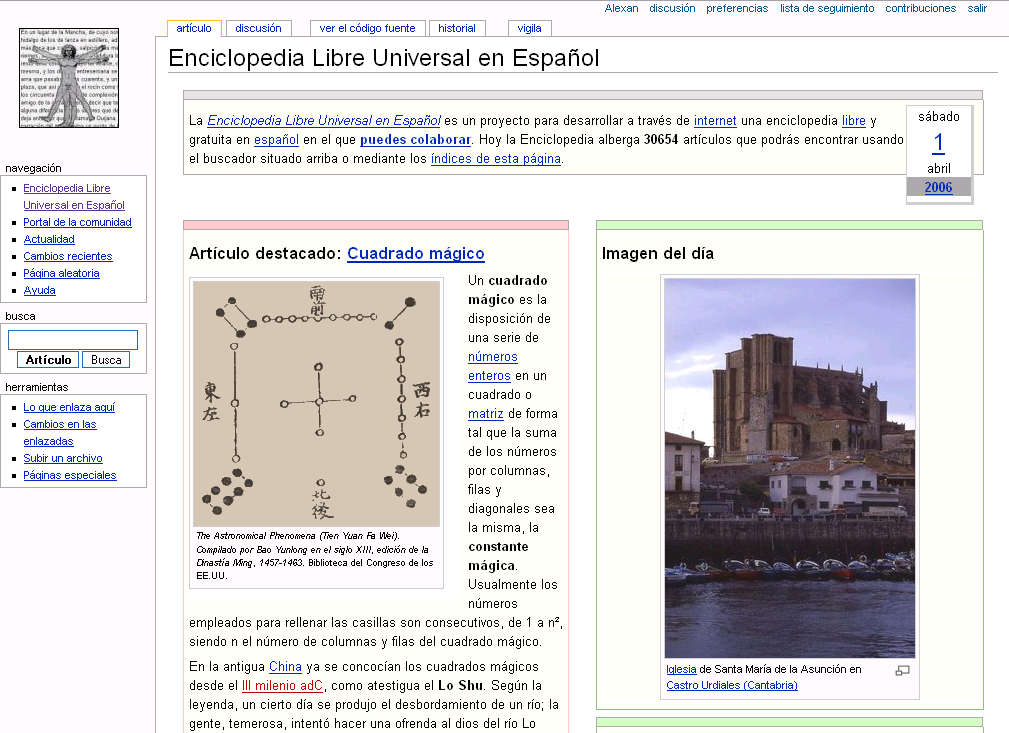
Enciclopedia Libre

Enciclopedia Libre Universal en Español je internetová encyklopedie ve španělštině. Vznikla jako nezávislý projekt v roce 2002 jako protest některých přispěvatelů Španělské Wikipedie především proti možnému umístění reklamy do Wikipedie. Prostor pro obsah webu poskytla Universidad de Sevilla.
Obsah encyklopedie je pod GFDL licencí a encyklopedie funguje na MediaWiki softwaru. V květnu 2007 měla encyklopedie přibližně 35 000 hesel.